# Springdale (Newfoundland och Labrador)
Springdale är en ort i Kanada.   Den ligger i provinsen Newfoundland och Labrador, i den östra delen av landet, 1 500 km öster om huvudstaden Ottawa. Springdale ligger 2 meter över havet och antalet invånare är 2 764.
Terrängen runt Springdale är huvudsakligen platt, men söderut är den kuperad. Havet är nära Springdale åt sydost. Runt Springdale är det glesbefolkat, med 10 invånare per kvadratkilometer.. Springdale är det största samhället i trakten. 

## Personer från Springdale
- Natasha Henstridge, skådespelerska och fotomodell